# Тарногский Городок
Та́рногский Городо́к (разг. Та́рнога) — село, административный центр Тарногского района Вологодской области и Тарногского сельского поселения.
Название села происходит от названия реки Тарнога, при впадении которой в Кокшеньгу находится село.

## География
Расстояние до Вологды — 356 км. Общая площадь села в существующих границах составляет 452,75 га.

### Климат
Для территории села характерен умеренно континентальный климат зоны тайги с тёплой и продолжительной зимой, умеренно холодным летом и устойчивым режимом погоды.
| Показатель                            | Янв. | Фев.  | Март | Апр. | Май | Июнь | Июль | Авг. | Сен. | Окт. | Нояб. | Дек.  | Год |
| ------------------------------------- | ---- | ----- | ---- | ---- | --- | ---- | ---- | ---- | ---- | ---- | ----- | ----- | --- |
| Средняя температура, °C               | −12  | −10,6 | −5,2 | 1,9  | 9,4 | 15,7 | 18,1 | 14,6 | 8,8  | 2,1  | −6,6  | −10,4 | 2,2 |
| Источник: NASA. База данных RETScreen |      |       |      |      |     |      |      |      |      |      |       |       |     |

## История

### Первое упоминание о Тарногском Городке
Стремясь оградить свои владения в Поважье от набегов татар, «чёрной чуди» и московитов, новгородские феодалы в XIV—XV веках построили на берегах реки Кокшеньги и её притоков целую группу небольших деревянных крепостей — городков, использовав древние чудские городища и найдя места для собственно русских военных опорных пунктов. На берегу реки Тарноги, в полуверсте от впадения её в Кокшеньгу, поднялся самый южный и самый крупный городок.
В разное время Тарногский городок носил разные названия, первым было наименование «Кокшеньгский городок». Он стоял на высоком валу, вытянутом с востока на запад и вдававшемся в широкую пойму реки Тарноги, уже в те времена на этих землях обитал род Романовых. Она омывала его с трёх сторон: с юга, запада и севера, затем, круто повернув, уходила к реке Кокшеньге и впадала в неё. Земляной вал окружал «город» со всех сторон. «Мера тому земляному валу двести тридцать три сажени. Да в том же земляном валу был городок рубленой древяной о двух стенах».
"Только одно название городок или городище... указывает... что тут когда-то был город подудельного князя" 
Городки подудельных князей, Романовские владения татарских феодалов.
"Грозный поселил в окрестностях Романова ногайских татар с их мурзами. О церквах, бывших в городках, часто повествуют предания"  (Тарног из татарского "укрепление")

### Тарногский городок в XVII—XIX веках
К концу XVII века Тарногский Городок потерял своё военное значение и пришёл в упадок, а его укрепления сгнили. Он превратился в обыкновенный церковный погост, где ежегодно проходила крещенская ярмарка. Возрождение Тарногского Городка началось в 90-е годы XIX века. Оживление в жизни маленького села, насчитывавшего всего семь дворов и две церкви, превратило его в административный центр Шевденицкой волости Тотемского уезда. За 20 лет, предшествовавших Первой мировой войне, в селе была выстроена целая улица добротных двухэтажных домов, принадлежавших местным торговцам. К 1913 году в селе проживало уже около ста жителей. К этому времени он назывался Шевденицким Богоявленским погостом.

### Тарногский городок в XX веке
На первый план Тарногский городок выдвинулся после того, как в составе Северного края Постановлением ВЦИК от 25 января 1935 года был создан Тарногский район. В 1937 году район вошёл во вновь образованную Вологодскую область.
В 1935 году улицы обрели своё название. Старейшую улицу стали именовать Первомайской, а вторую — Советской. Тогда же начинается строительство и третьей улицы Кирова. На улице Первомайской располагались редакция и типография районной газеты, первый в селе детский сад и первая гостиница «Дом колхозника».
Возле музея традиционной народной культуры, в центре берёзовой аллеи, носящей название сада Вечной Славы, находится памятник воинам-тарножанам, погибшим в Великой Отечественной войне. Рядом расположены монументы с использованием трактора ХТЗ выпуска 1936 года и «полуторка».
В 1960-е годы велось кирпичное строительство улицы Советской (здания райкома, здание районного дома культуры, здание комбината бытового обслуживания и районный магазин).
Археолог Иван Никитинский обнаружил в лесах под Тарногой уникальное Тиуновское святилище. На гранитном камне отчётливо видны изображения языческих богов, которым в дохристианский период поклонялись местные жители.

### Современность
С 2003 года ведётся газификация села. За этот период к газу были подключены две котельные, которые обеспечивают теплом социальные, образовательные учреждения и районную больницу. В 2008 году началась газификация объектов жилого фонда.
17 августа 2013 года Тарногский городок торжественно отметил 560-летие со дня основания. В честь юбилея состоялся областной праздник «Тарнога — столица мёда вологодского края».
Геологи, ведущие в Тарногском районе разведку алмазов, рассчитывают на открытие богатого месторождения.
В апреле 2022 года в состав села Тарногский Городок были включены упразднённые деревни Демидовская, Николаевская и Тимошинская.

## Население
| 1959 | 1970  | 1979  | 1989  | 2002  | 2010  | 2021  |
| ---- | ----- | ----- | ----- | ----- | ----- | ----- |
| 1927 | ↗2446 | ↗3925 | ↗5570 | ↘5539 | ↘5365 | ↘4927 |

По переписи 2010 года население — 5368 человек (2558 мужчин, 2810 женщин). Преобладающая национальность — русские (98 % по данным переписи 2002 года).

### Известные люди
- Ивановский, Павел Иванович (1898—1939) — старший лейтенант, Герой Советского Союза.
- Краузе, Оскар Фридрихович (1932—2022) — советский и российский врач, детский хирург.
- Ульяновский, Василий Иринархович (род. 1958) — украинский историк

## Экономика

### Промышленность
На территории села основное производство представлено предприятиями пищевых продуктов, сельским хозяйством, заготовкой и переработкой древесины, производством продукции местного значения.
| Пищевая промышленность: - ОАО «Тарногский маслозавод» - ООО «Тарногский пищекомбинат» - «Тарногское РАЙПО хлебозавод» - СПК «Тарногская птицеферма» | Лесозаготовительная промышленность: - ГУ «Тарногский сельлесхоз» - ГУ «Тарногский гослесхоз» - ООО «Леспромсевер» - ООО «Тарногская МК» - ООО «Скантар» - ООО «Тарнога-Лес» - ГУ ВО «Вологдасельлес» - Тарногский районный отдел лесничества - ОАО «Тарногская агропромхимия» - ООО «Тарногский ЛПХ» | Прочие: - ОАО «Вологодавтодор» Тарногский участок Тотемского ДРСУ - ООО «ЛукойлВологданефтепродукт» - ООО «Тарногаагропромэнерго» - ОАО «Вологодская сбытовая компания» - ООО «Дорстрой» - АЗС № 2 ООО «Устьнефтепродукт»; - ООО «Тарногская механическая колонна». - ООО «Тарногаагрострой»; - ГУ «Вологодская областная станция по борьбе с болезнями животных»; - ГУ «Тарногский лесхоз»; - ООО «Скантар». |

### Транспорт
Особенностью транспортной системы села является непроходимость его дорог и его удалённость от существующей сети железных дорог и судоходных рек.
Автомобильной дорогой регионального значения Тарногский Городок связан с Архангельской областью, а также с федеральными автодорогами А-123 и М-8, по которым обеспечивается транспортная связь с соседними районами и областным центром. В селе доступен только автомобильный транспорт.
Тарногский городок имеет автобусное сообщение с:
- Вологдой — ежедневно;
- железнодорожной станцией Костылёво (посёлок Октябрьский , Архангельская область) — по числам;
- Великим Устюгом — по числам.

Также действует ежедневное внутрирайонное автобусное сообщение. Здание автостанции размещается по ул. Пролетарская.
В 1970-х — начале 1990-х годов действовало регулярное авиасообщение с Вологдой (Вологодский авиаотряд, самолёты Як-40 и Ан-28). В настоящее время территорию аэропорта планируется отдать под жилую застройку.

### Связь
В Тарногском Городке работают 4 оператора сотовой (мобильной) связи: Мегафон, Билайн, Теле2 и МТС. Функционирует стационарная телефонная связь (оператор — Северо-западный телеком).
Почтовые услуги в Тарноге осуществляет Великоустюгский почтамт. Тарногский почтамт был ликвидирован в связи с реорганизацией.

## Средства массовой информации
В Тарногском Городке издаётся две газеты: районная газета «Кокшеньга» и рекламная газета «Тарногский Городок».

## Образование и культура
Работает одна общеобразовательная школа на 1050 мест, четыре детских сада. С 2013 года открылась новая цифровая школа для начальных классов.
Работает дом культуры, краеведческий музей, дом-музей Угрюмовых, центр традиционной народной культуры, библиотека, дом детского творчества (ДДТ), школа искусств, БУ ФиС «Атлант».

## Туризм
В 2000-х гг. администрацией района и области традиционным занятием местного населения было объявлено пчеловодство, что однако не подтверждается историческими источниками XIX в., в которых есть прямое указание на отсутствие данного вида хозяйственной деятельности на Кокшеньге. (См. Попов В. Т. Описание Кокшеньги Тотемского Уезда. 1857).
В районе утверждена программа по развитию пчеловодства, проводятся областные праздники-ярмарки «Тарнога — столица мёда Вологодского края» и конкурсы пчеловодов. Дальнейшее развитие пчеловодства в районе развивает туристский проект под названием «Медовая Тарнога».
В музее традиционной народной культуры представлены экспозиции и экскурсии: «Круг жизни северного крестьянства», «Святыни Кокшеньги», мастер-классы по изготовлению кукол, посещение сосны «Красава» (уничтоженной несколько лет назад под эгидой "государственной опеки природно-исторического памятника") и другие.